# Gostynin
Gostynin (deutsch Gostynin, 1940–41/1942–45 Waldrode, 1941–42 Gasten) ist eine an der Linken Skrwa gelegene Stadt in Polen in der Woiwodschaft Masowien und Hauptort der Landgemeinde Gostynin, der sie aber nicht angehört.

## Geschichte
Die ersten Siedlungen auf dem Gebiet des heutigen Gostynin entstanden während des 12. und 13. Jahrhunderts. 1279 wurde der Ort das erste Mal urkundlich erwähnt und 1329 Sitz eines Burgvogtes. 1382 erhielt die Stadt das Stadtrecht nach Kulmer Recht. Im 14. Jahrhundert entstanden mit einem hölzernen Schloss und einem gemauerten Turm die ersten Verteidigungsanlagen der Stadt. 1439 wurde im Schloss eine hölzerne Kapelle errichtet. 1532 wurde das Schloss umgebaut, in dem sich 1552 der König Sigismund II. August aufhielt. 1611 waren im Schloss der russische Zar Wassili Schuiski und seine Brüder Dimitri und Iwan eingesperrt. Während des Krieges gegen die Schweden im 18. Jahrhundert wurde die Stadt schwer zerstört. 1793 wurde der Ort Teil Preußens und 1807 Teil des Herzogtums Warschau. 1809 wütete ein Feuer in Gostynin und 1815 wurde die Stadt Teil Kongresspolens. 1824 kamen Tuchmacher aus deutschen Staaten und belebten die Wirtschaft des Ortes. Das Rathaus wurde gebaut, eine Wäscherei und eine Färberei. 1832 wurde die Markthalle errichtet und 1879 die Freiwillige Feuerwehr von Gostynin gegründet. 1888 wurde die erste Buchhandlung eröffnet. 1904 begann der Bau des Gymnasiums, das 1911 eröffnet wurde.
Am 16. September 1939 erreichten deutsche Wehrmachtstruppen Gostynin. Die Stadt wurde Sitz des Landkreises Waldrode. Während der NS-Zeit wurden viele Menschen in das KZ Dachau verschleppt oder hingerichtet. Am 18. Januar 1945 endete für den Ort die Besatzungszeit durch die Nationalsozialisten.

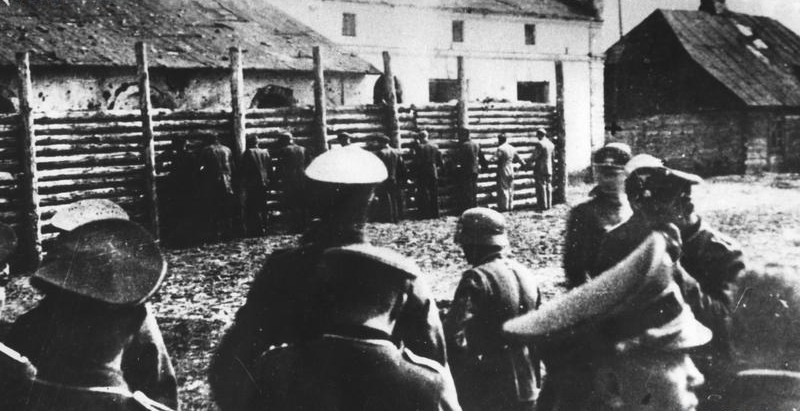
Erschießung von Polen durch Deutsche während des Zweiten Weltkriegs (Gostynin, 15. Juni 1941)

## Sehenswürdigkeiten
- Schloss aus dem 14. Jahrhundert

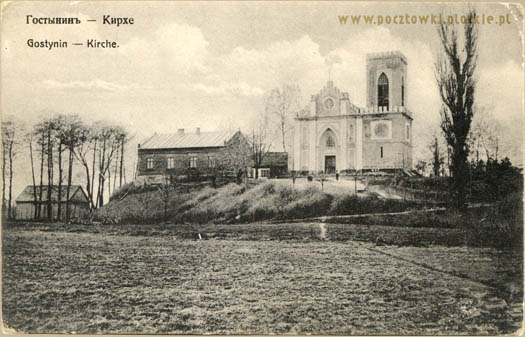
Schloss und Kirche in Gostynin auf Postkarte (betitelt auf russisch und deutsch), vermutlich vor 1918.
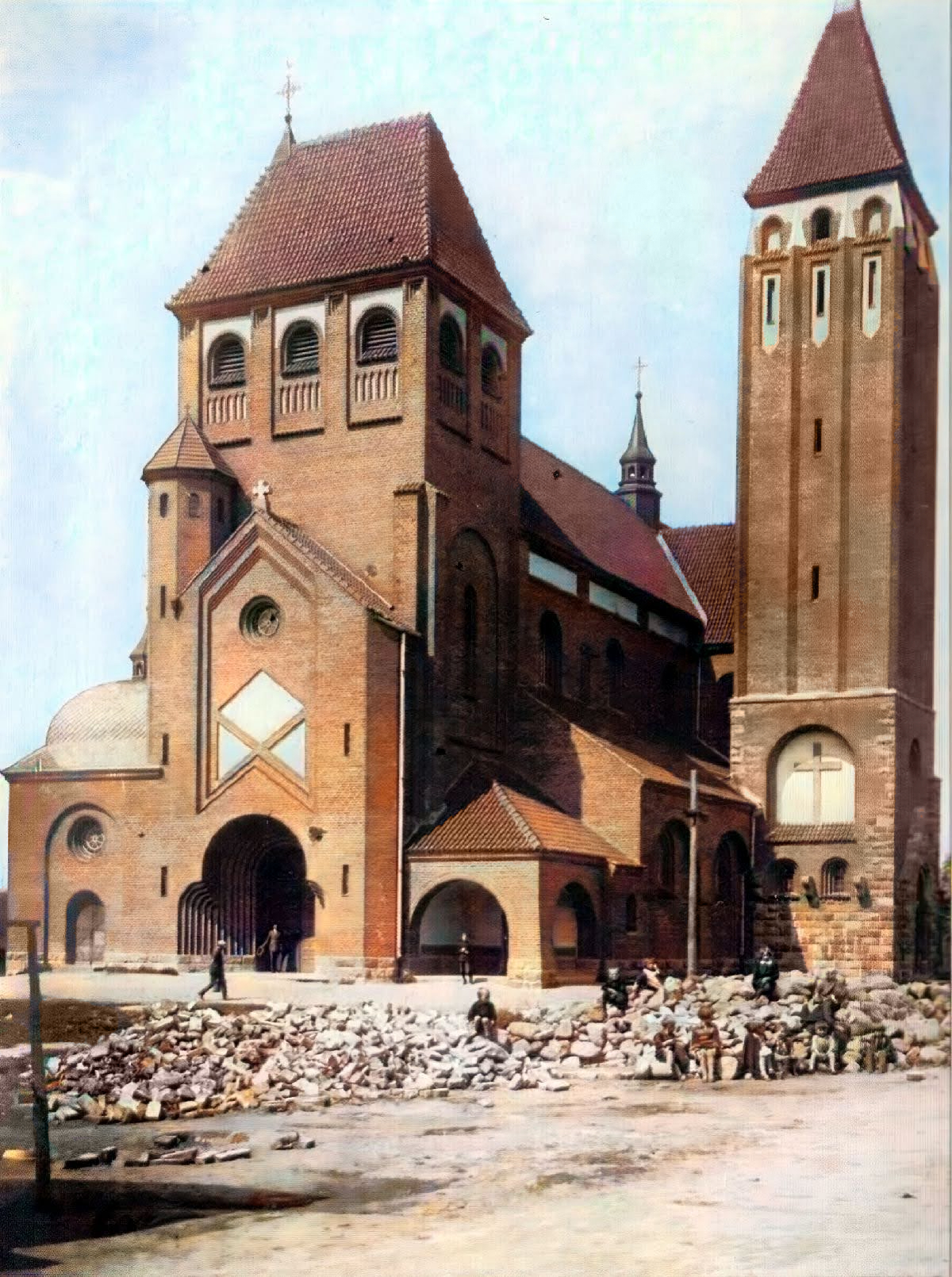
Neoromanische Kirche St. Martin in Gostynin, entworfen von Jaroslav Wojciechowski, 1941–1942 von den Deutschen zerstört.
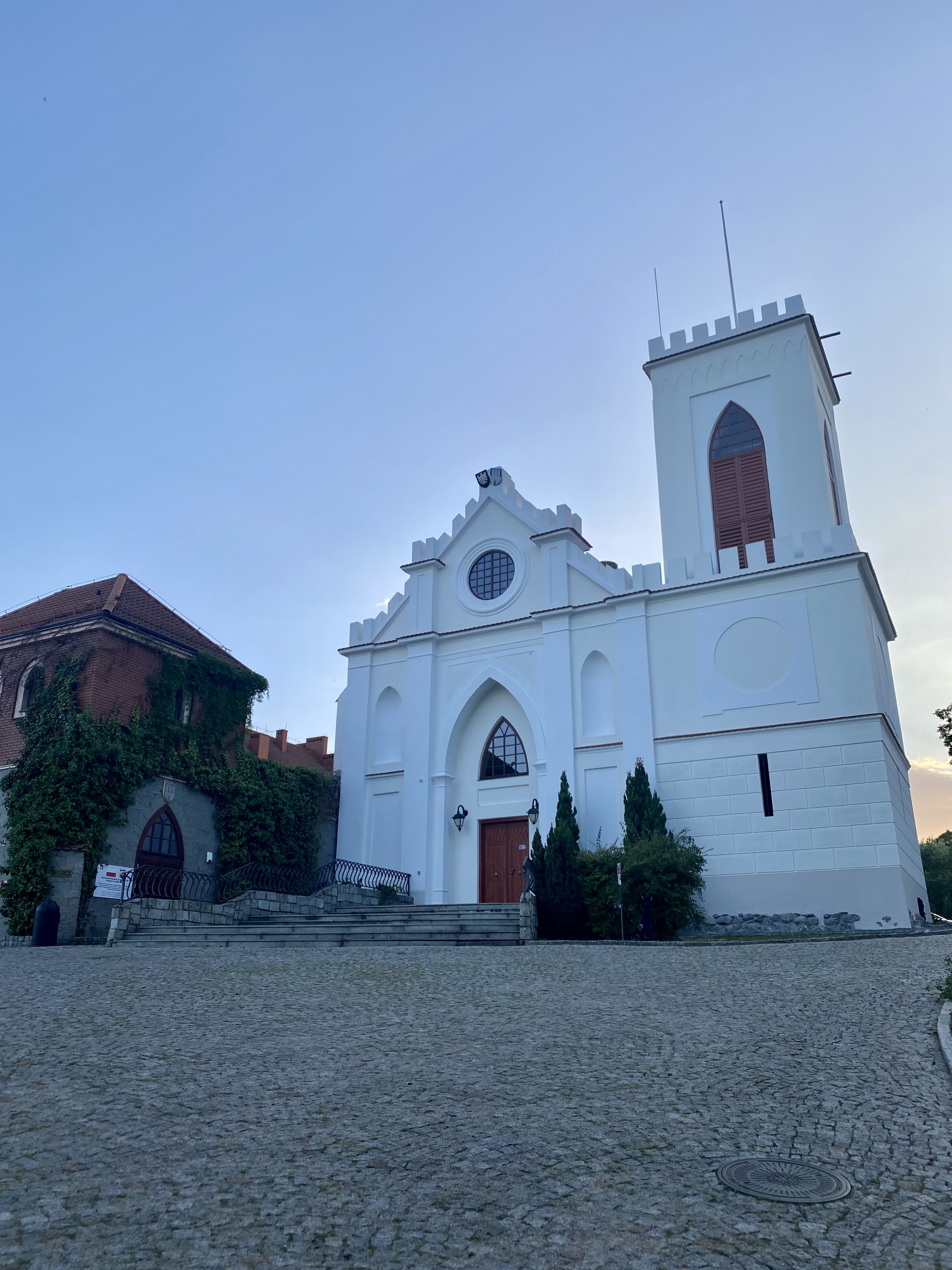
Links – das Schloss im Jahr 2009, rechts – die neugotische Schlosskirche
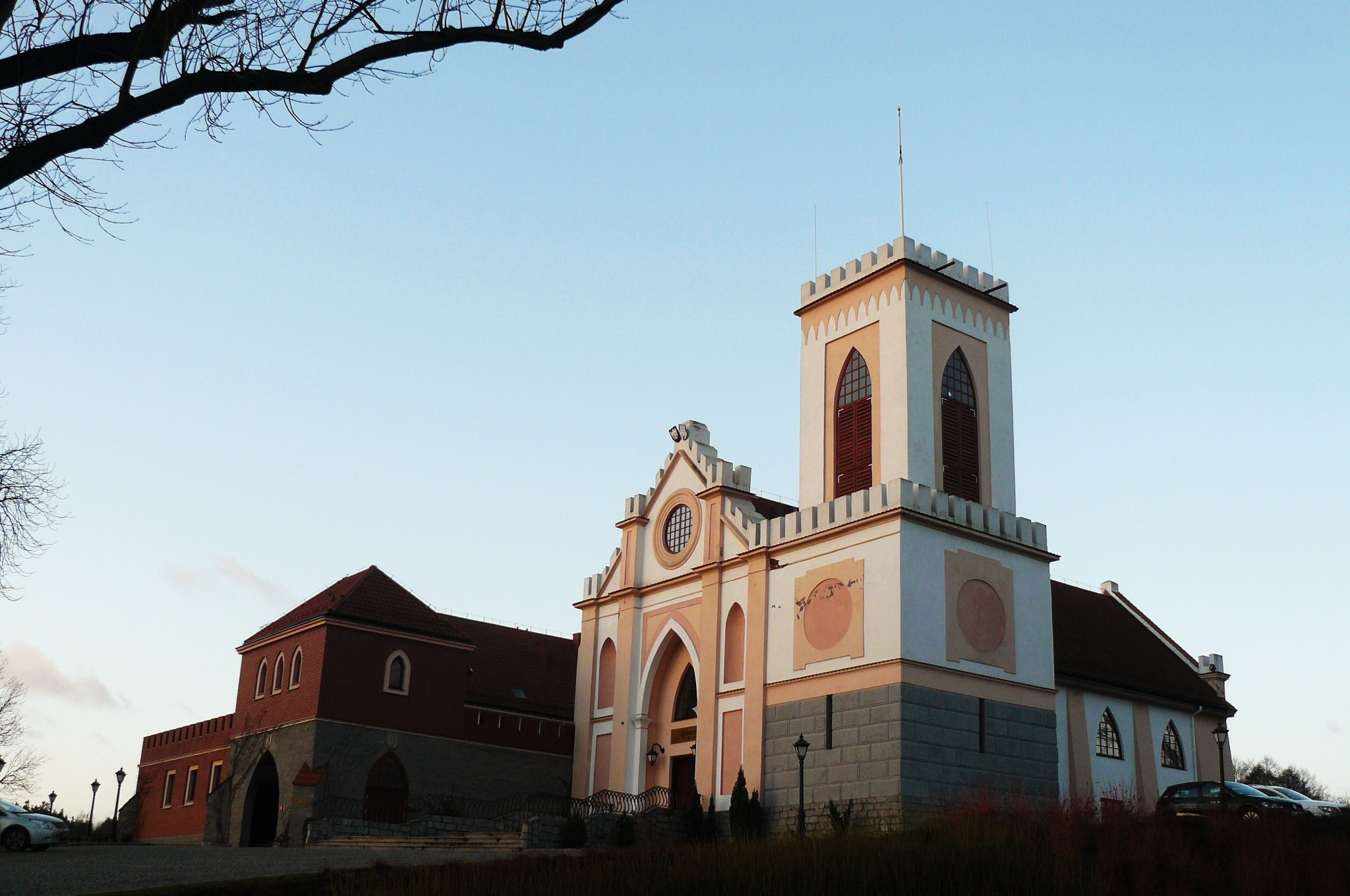
Das Gostyniner Schloss und die neugotische Schlosskirche daneben im Jahr 2014.
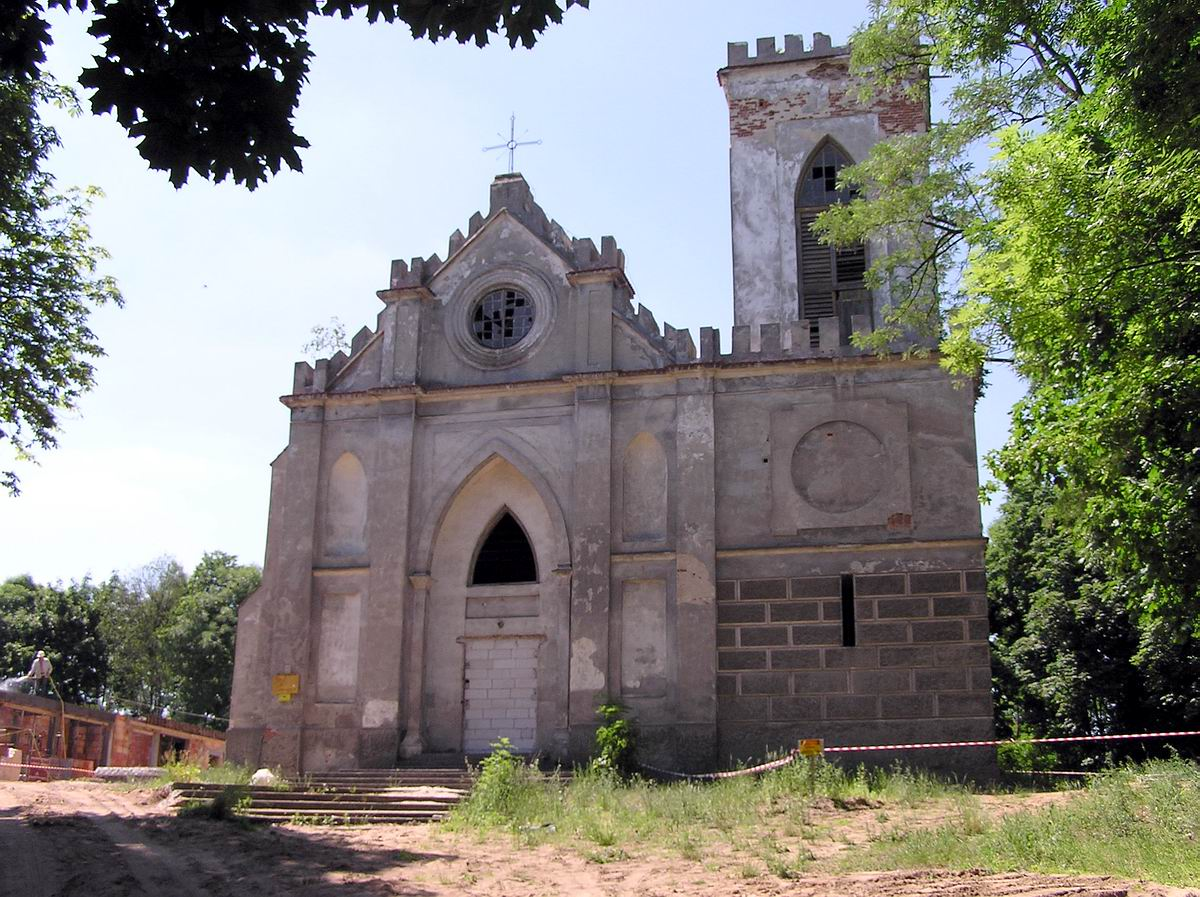
Die Schlosskirche von Gostynin im Umbau (2005)
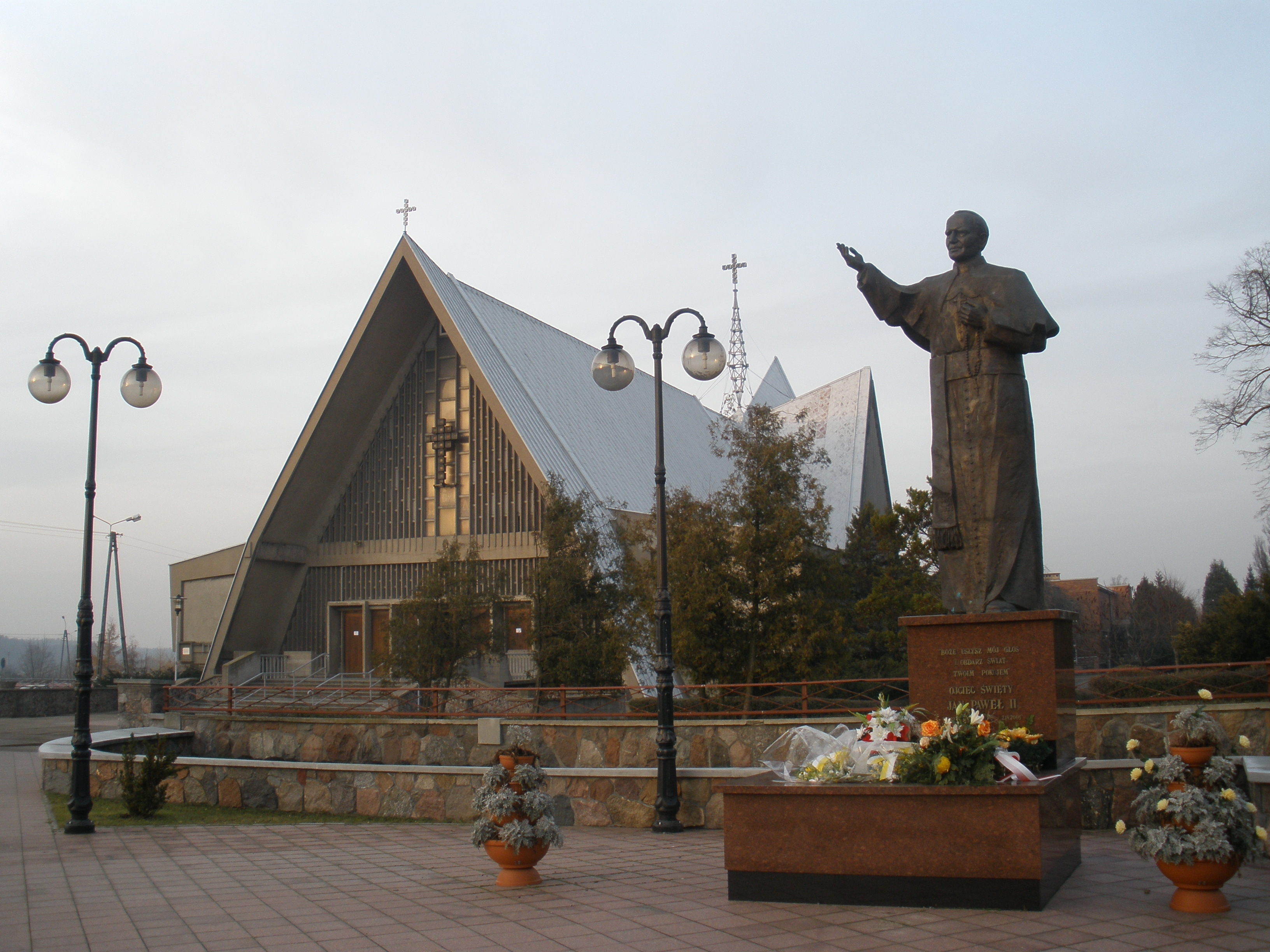
Kirche „St. Martin“ und ein Denkmal für Papst Johannes-Paul II.
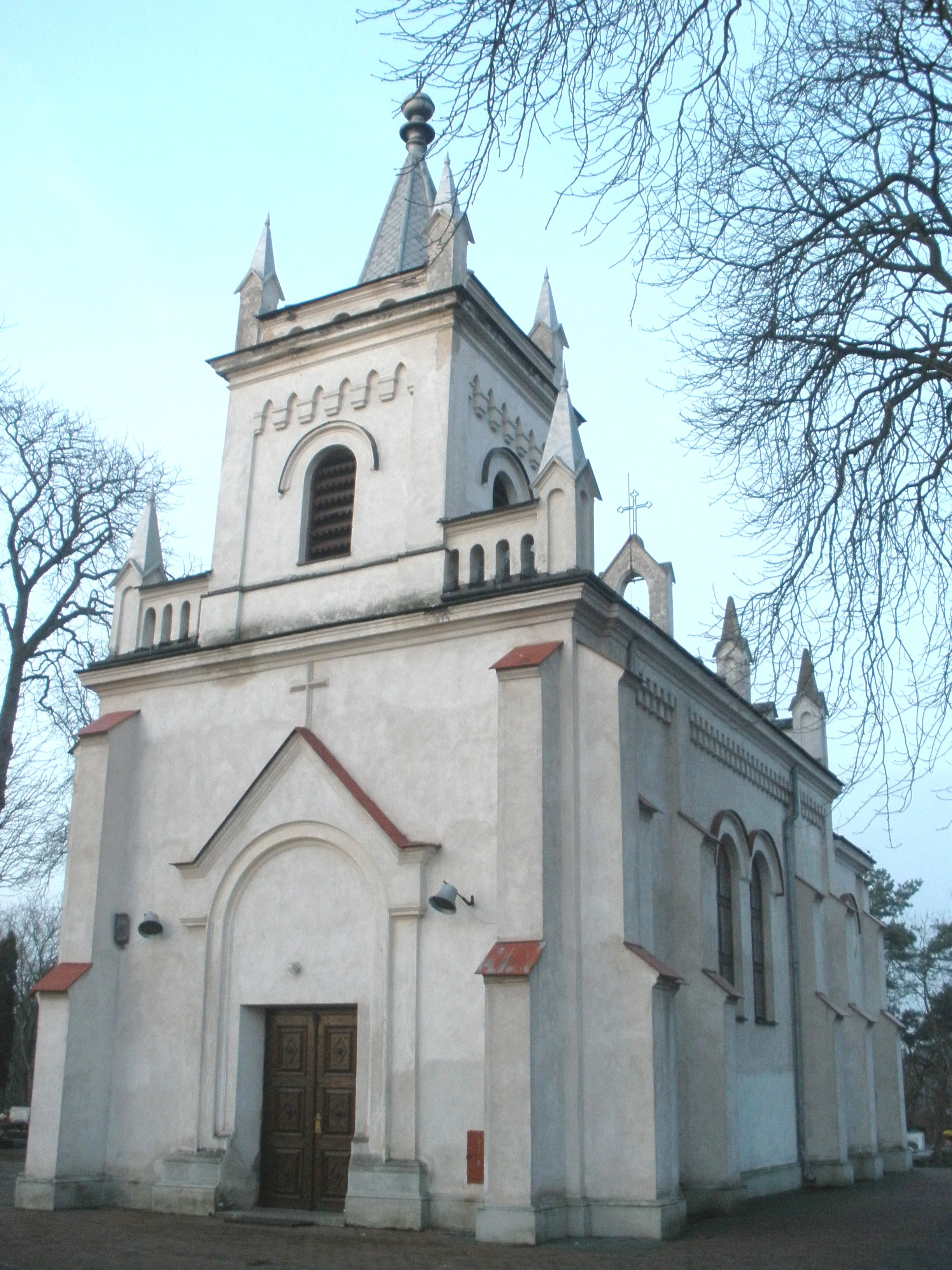
Kapelle „St. Jakob“, erbaut im Jahr 1886.
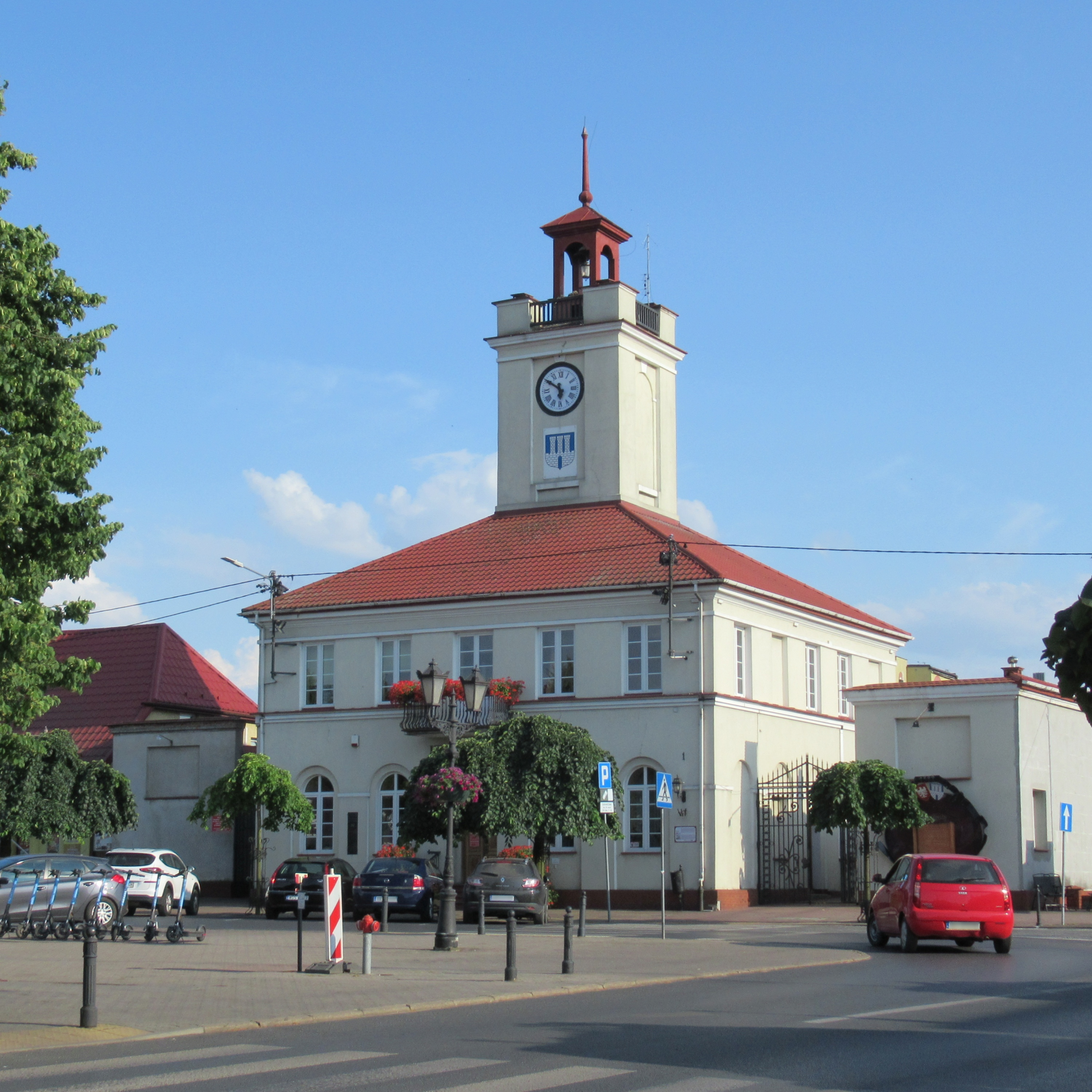
Marktplatz und Rathaus von 1879.
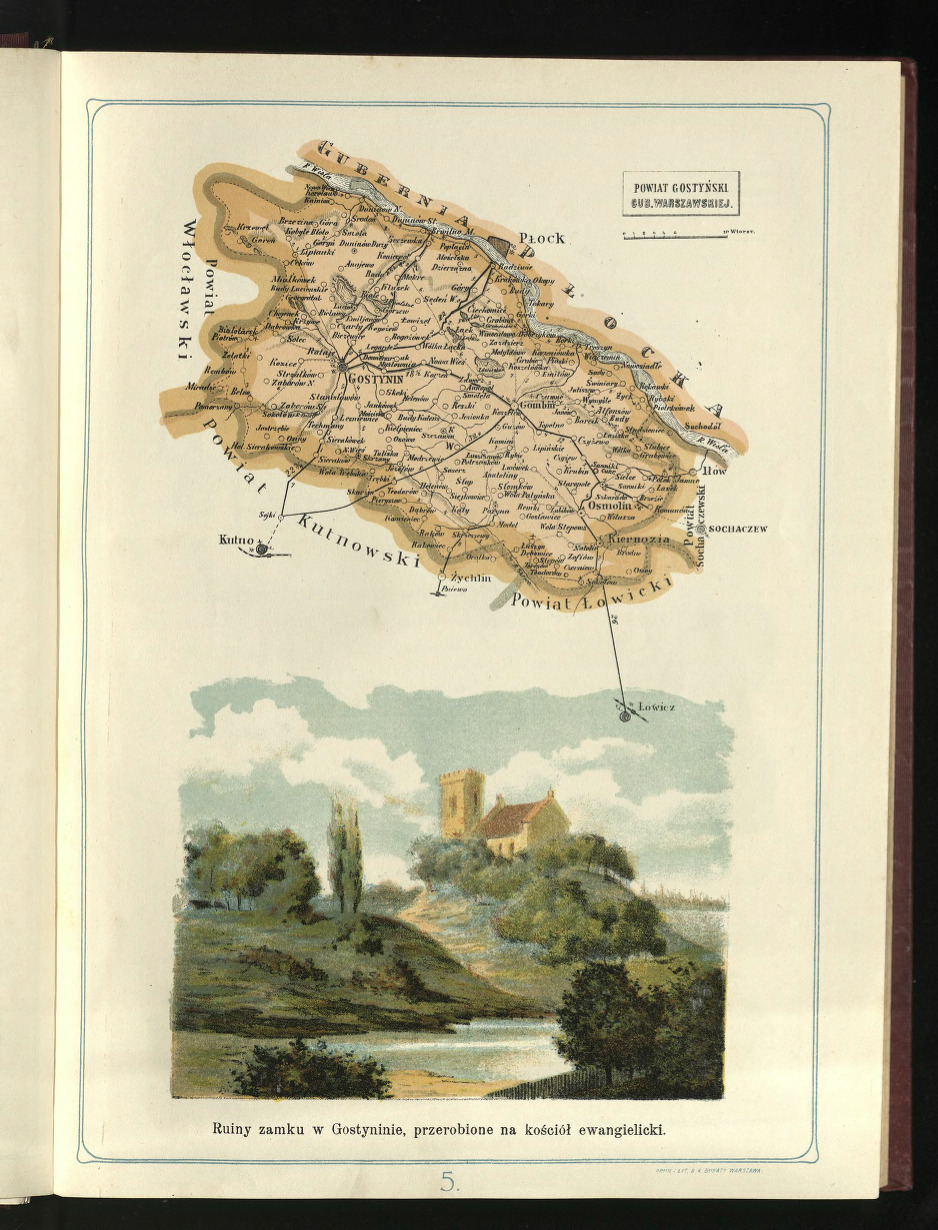
Karte des Powiat Gostyniński im Warschauer Gouvernement und Gemälde der Ruinen der ehemaligen Burg, die zu einer evangelischen Kirche umgebaut wurde. 1907
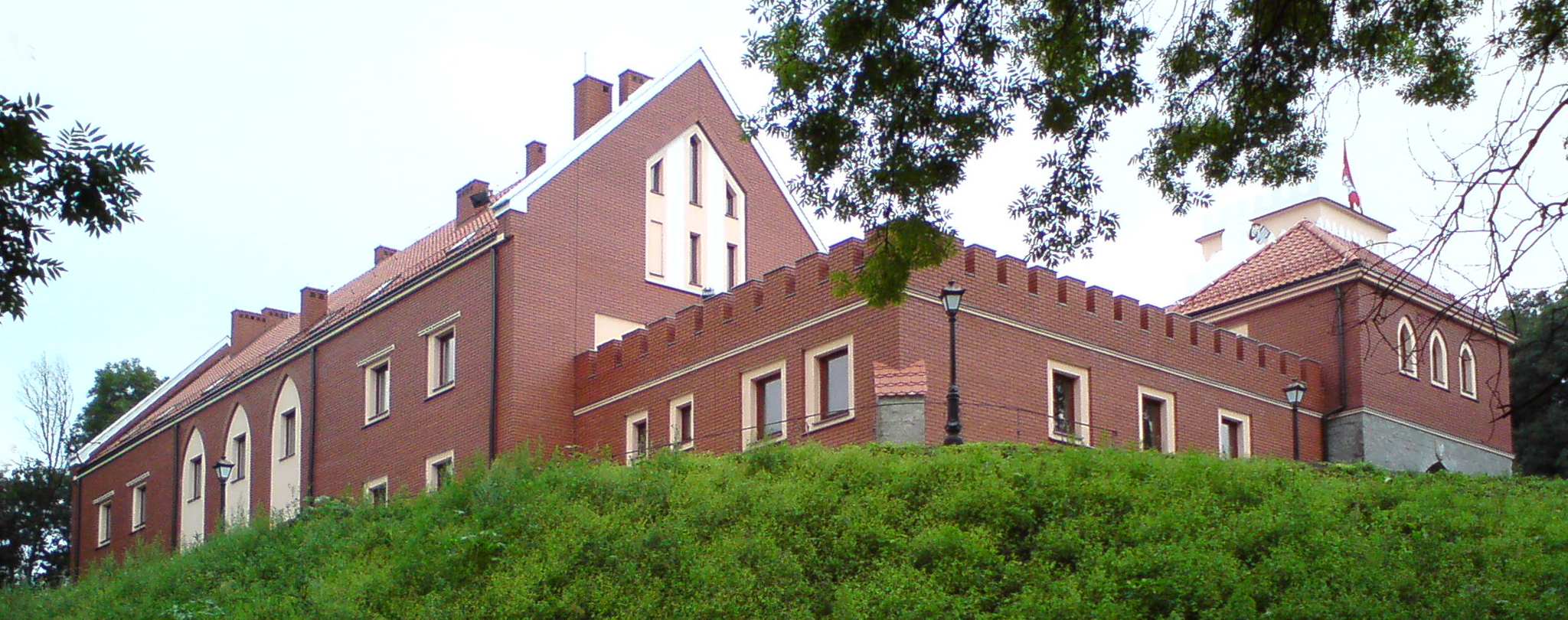
Schloss Gostynin
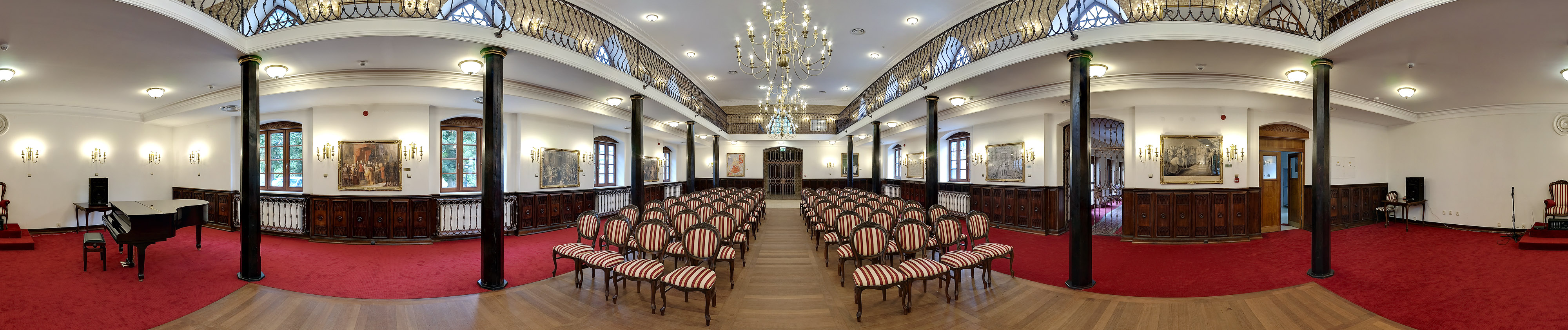
Der Säulensaal im Schloss Gostynin

## Partnerstädte
- Langenfeld (Rheinland) (seit 1999)